# 巴甫洛達爾州
巴甫洛達爾州是哈薩克斯坦的一個州份，北為俄羅斯，額爾齊斯河把本州劃分為不平均的東西兩半。面積124,800平方公里。人口744,860人（2007年資料）。首府巴甫洛達爾。